# Prepodesma
Prepodesma (лат.) — монотипный род суккулентных растений семейства Аизовые (Aizoaceae), подсемейства Ruschioideae, произрастающий на территории Капской провинции Южно-Африканской Республики. На 2023 год, включает один вид — Prepodesma orpenii.

## Название
Родовое латинское (научное) название Prepodesma образовано от греческих слов prepo, — «заметный», и desmis, — «связка», указывая на заметный центральный пучок тычинок.
Из-за отсутствия официального русскоязычного названия рода в авторитетных источниках, вероятное произношение на русском языке может быть сформировано как «Преподесма».

## Ботаническое описание
Prepodesma orpenii — многоветвистый вид с невысоким ростом, образующий компактные сочные розетки из 2-4 пар листьев. Стебель практически отсутствует и не заметен. Корень глубокий, имеет незаметное центральное корневище или подвой. Листья имеют размеры около 2-3 см в длину и 6-8 мм в ширину и толщину. Они треугольные и ладьевидные, слегка раскидистые, с выраженными, но закругленными краями и килем. Сзади под верхушкой они горбатые, окрашенные в голубовато-зеленый цвет, иногда с фиолетовым оттенком, особенно при холодном или интенсивном солнечном освещении.
Цветки одиночные, диаметром 40-50 мм и длиной до 35 мм, с прицветниками, короче чем листья. Они ярко-желтые или беловато-желтые, часто с красноватым оттенком снизу. В центре цветка образуется прямостоячий пучок из 250-270 тычинок. Цветение начинается во второй половине дня между 3 и 6 меридианом. Плод имеет (5-)7(-9) камер, расположенных на длинных устойчивых плодоножках. Семена практически яйцевидные, длиной 1-1,2 мм и шириной 0,6-0,8 мм, окрашены в светло-коричневый цвет, гладкие.

## Распространение и экология
Prepodesma orpenii произрастает в Северном Кейпе, Южная Африка. Этот вид растет на сухих равнинных почвах, на бесплодных суглинистых сланцах или в расщелинах между кварцитовыми известняками.

## Таксономия
Prepodesma N.E.Br., первое упоминание в Gard. Chron., ser. 3, 88: 279. (1930).

### Виды
Согласно данным сайта WFO Plantlist на июнь 2023 года, род состоит из 1 вида:
- Prepodesma orpenii (N.E.Br.) N.E.Br.